# Fissilicreagris chamberlini
Fissilicreagris chamberlini är en spindeldjursart som först beskrevs av Beier 1931.  Fissilicreagris chamberlini ingår i släktet Fissilicreagris och familjen helplåtklokrypare. Inga underarter finns listade i Catalogue of Life.